# Xi (Linfen)
Xi (隰县,  Xí Xiàn) ist ein Kreis der bezirksfreien Stadt Linfen in der chinesischen Provinz Shanxi. Er hat eine Fläche von 1.407 km² und zählt 91.394 Einwohner (Stand: Zensus 2020).
Das Tausend-Buddha-Kloster (Qianfo an 千佛庵) aus der Zeit der Ming-Dynastie steht seit 1996 auf der Liste der Denkmäler der Volksrepublik China (4-134).